# Saba-kant

Vrouw aan het werk met Saba-kant

Saba-kant of Spaans kant, zoals het vroeger werd genoemd, is een soort naaldkant. Het ontstond als een vorm van huisnijverheid op het Caribische eiland Saba aan het einde van de 19e eeuw en groeide uit tot een van de belangrijkste industrieën op het eiland aan het begin van de 20e eeuw. Tot in de jaren vijftig was kantwerk een van de belangrijkste inkomstenbronnen voor de economie van het eiland. Het handwerk wordt nog steeds uitgeoefend en is een toeristische trekpleister op het eiland. Er zijn twee boeken over dit onderwerp geschreven en het vakwerk heeft de Prins Bernhard Cultuurprijs gewonnen.

## Geschiedenis

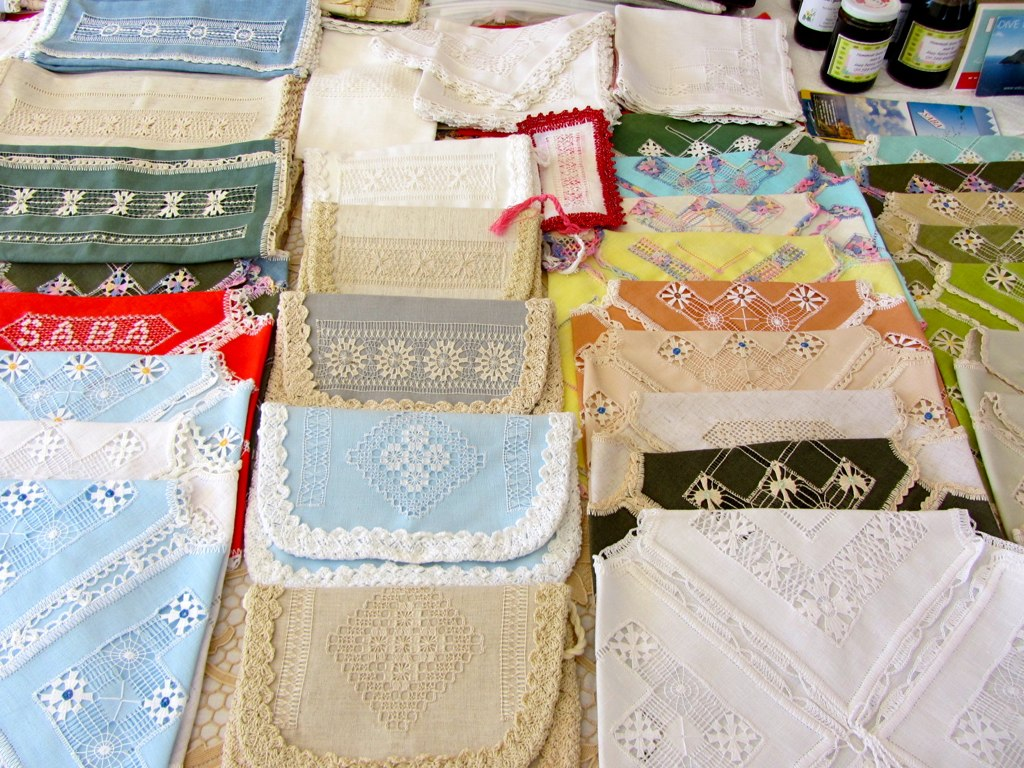
Saba-kant

Het vakwerkschap kwam naar Saba doordat er voor vrouwen weinig onderwijsmogelijkheden waren op Saba. Daarom werd Mary Gertrude Hassel naar een Venezolaans katholiek klooster gestuurd waar ze kant leerde maken. In 1870 keerde te terug en leerde aan anderen hoe ze de getrokken-draadpatronen konden maken, door draden uit katoenen doek te trekken en vast te knopen tot kantwerkpatronen. Toen in 1884 de postbezorging met de buitenwereld werd opgezet, maakten de vrouwen van Saba hun ambacht tot een postorderbedrijf. Zonder dat er aanvankelijk een klantenlijst was opgesteld, creëerden zij hun eigen lijst door brieven te schrijven aan Amerikaanse bedrijven telkens wanneer er goederen uit de Verenigde Staten op het eiland werden ontvangen. Ten tijde van de Eerste Wereldoorlog, toen de bevolking van het eiland ongeveer 2000 mensen telde, werkten er 250 vrouwen in het kantklossen. In 1928 bracht de verkoop van kant uit Saba alleen al in de VS jaarlijks $ 15.000 op en stond het bekend om zijn fijne vakwerkschap. In de jaren vijftig was kantwerk een van de belangrijkste inkomstenbronnen voor de economie.

### Onderzoek en behoud
In 1995 kwam Eliason, een student van de Universiteit van Texas, naar Saba om voor zijn scriptie onderzoek te doen naar het Sabaanse nationalisme. Hij zag dat kant uit Saba voor de vrouwen op het eiland een belangrijk deel van hun cultureel erfgoed vormde en vond hun ethiek van hard werken en het doorgeven van tradities erg positief. Op aandringen van plaatselijke vrouwen om het ambacht vast te leggen, verzamelde hij voorbeelden van kant. Hij maakte kopieën van het werk op een kopieermachine die de dienst toerisme ter beschikking stelde. In 1997 publiceerde hij The Fruit of Her Hands: Saba Lace, History & Patterns. De publicatie van het boek wekte de interesse in het ambacht en versterkte de wens om het erfgoed te behouden. Vrouwen begonnen het boek te gebruiken om nieuwe patronen te leren.
In 2010 heeft Eliason met de hulp van studenten van de Brigham Young-universiteit een tweede boek geschreven, Saba Lace Patterns, waarin zowel de makers van de ontwerpen zelf als hun kenmerkende patronen worden gedocumenteerd. Over het hele eiland zijn er etablissementen die kleding en tafellinnen met Saba-kant verkopen. Het is een belangrijk cultureel icoon geworden dat het toerisme stimuleert. Middelen en manieren om het kant van Saba te beschermen, zijn onderdeel geweest van de consultaties die Nederland heeft gehouden in het kader van de implementatie van UNESCO-initiatieven om iconische culturele schatten te beschermen en te behouden. In 2014 werd aan het Saba-kant en de 'kantdames' de Prins Bernhard Caribische Cultuurprijs toegekend.

## Werkwijze
De naam Saba-kant is enigszins misleidend in dat geen enkele vorm van kantklossen bij het proces betrokken is. De maakster van Saba-kant start met een al gemaakte stof, veelal linnen omdat hierin de draden goed te zien zijn, en traditioneel wit, en bepaalt waar zij het figuur wil maken. Als dit bepaald is, worden schering en inslag gescheiden en blijft slechts één van deze draden achter in de stof; de andere worden losgeknipt en weggehaald. Vervolgens worden de achtergebleven draden in patronen verdeeld en met naald en draad vastgezet. Zo ontstaat ajourwerk met een open patroon. De patronen ontwikkelden zich goeddeels op Saba en werden traditioneel naar de bedenksters ervan vernoemd.